# 라미 자피
라미 자피(영어: Rami Jaffee, 1969년 3월 11일 ~ )는 미국의 음악가이다. 그는 2005년에 투어 및 세션 멤버로 처음 참여한 록 밴드 푸 파이터스의 키보디스트이다. 그는 밴드의 스튜디오 앨범 7개에 기여했으며, 2017년에 정식 멤버로 합류했다.
푸 파이터스에 합류하기 전, 재피는 1990년부터 2005년까지, 그리고 2012년부터 2013년까지 더 월플라워스의 멤버였다. 그는 피트 욘, 스톤 사워, 조셉 아서, 코히드 앤 캠브리아를 포함한 많은 아티스트들과 함께 작업했다.

## 어린 시절
자피는 1969년 3월 11일 로스앤젤레스에서 러시아 아슈케나지 유대인 아버지와 모로코 세파르디 유대인 어머니 사이에서 태어났다. 13세 때 키보드를 구매한 후 곧 지역 밴드에서 연주를 시작했다. 페어팩스 고등학교를 졸업한 후에도 계속해서 다양한 밴드에서 연주하고 녹음 스튜디오에서 세션 작업을 했다.

## 경력
1989년경, 제이콥 딜런과 그의 친구 토비 밀러는 애플스(the Apples)라는 그룹을 결성하여 LA 지역의 여러 클럽에서 연주했다. 새벽 2시 이후 캔터스 델리에서 줄을 서 기다리던 재피는 애플스가 오르간 연주자와 피아니스트를 원한다는 소식을 듣고 딜런과 밀러가 캔터스에 붙어있는 키비츠 룸(Kibitz Room) 바에 있다고 들었다. 그들은 만났고, 딜런과 밀러는 재피에게 자동차 스테레오에서 데모 테이프를 들려주었고, 재피는 즉시 그룹에 합류했다. 몇 주 후, 그들은 이름을 월플라워스로 바꾸고 버진 레코드와 계약했다. 1992년에 그들은 첫 앨범 The Wallflowers를 발매했다. 월플라워스는 1992년과 1993년 초에 미국과 캐나다 전역을 투어했다. 그들은 크래커, 스핀 닥터스, 10,000 매니악스의 오프닝 액트로 활동했으며, 자신들의 단독 공연을 시작했다.
버진은 앨범 판매 부진으로 월플라워스에 대한 흥미를 잃은 것으로 보였다. 밴드의 두 명의 친숙한 레이블 대표가 레이블을 떠난 후, 음반사는 밴드의 지시와 반대로 딜런의 이름을 판매 포인트로 사용하려고 했다. 1993년 중반, 레이블은 밴드의 계약을 해지했다. 다른 레이블은 밴드와 계약하는 데 관심이 없었고, 재피는 엘 베즈와 함께 공연을 하고 더 많은 세션 작업을 하면서 시간을 보냈다. 그는 월플라워스에 대한 관심을 유지하며 나중에 이렇게 말했다. "나는 이 노래들을 믿고, 아무도 더 이상 이런 노래, 즉 해먼드 오르간과 나를 위한 공간이 있는 노래를 쓰지 않기 때문에 나는 끝까지 여기에 있을 것이다."
월플라워스는 1994년 인터스코프 레코드와 계약했다. 밴드의 다음 앨범을 프로듀싱하던 T 본 버넷과 작업하면서, 재피는 프로듀서인 폴 폭스, 맷 하이드, 릭 나이거의 세션 음악가로 자주 불려갔다. 이 때문에 1996년에는 리키 리 존스, 더 후커스, 레아 안드레오네, 초크 팜의 앨범에 이름을 올렸다. 동시에 월플라워스는 두 번째 앨범인 Bringing Down the Horse를 발매하여 쿼드러플 플래티넘을 기록했다. 밴드는 앨범을 지원하기 위해 투어를 했지만, 1997년에 재피와 그의 아내가 딸을 낳았고, 그는 두 달 동안 가족과 함께하기 위해 투어를 떠났다. 같은 해, 그는 에버클리어, 그랜트 리 버팔로, 리치 샘보라, 메이시 그레이, 제레미 토백, 조 헨리, 멀리사 에더리지, 램지 미드우드, 가스 브룩스와 세션 작업을 했다.
월플라워스는 1998년 영화 고질라에 수록된 "Heroes"로 그래미 후보에 올랐다. 2000년 말, 밴드는 Breach를 발매했다. 밴드는 1년 동안 자신들의 투어를 주도했지만, 톰 페티 앤 더 하트브레이커스, 더 후, 존 멜런캠프의 오프닝 공연도 했다. 이어서 월플라워스는 Red Letter Days를 발매하고 2002년부터 2003년까지 다시 투어했다. 새로운 드러머와 함께 밴드는 2005년 5월 24일 다섯 번째 앨범인 Rebel, Sweetheart를 발매했다. 월플라워스는 앨범 홍보를 위해 투어를 했지만, 재피는 밴드와 의견이 맞지 않아 세 날짜를 남겨두고 투어를 중단했다.
2005년에 재피는 푸 파이터스와 협력하기 시작했다. 그는 2017년에 정식 멤버가 되었다.
재피는 더 프랜 드레셔 쇼의 하우스 밴드를 이끌었으며, 2010년 기준으로 샌퍼낸도밸리에 있는 포노제닉 스튜디오(Fonogenic Studios)라는 녹음 스튜디오를 공동 소유했다.
2012년과 2013년에 재피는 데이브 그롤이 결성한 슈퍼그룹인 사운드 시티 플레이어스의 멤버였다. 이 그룹은 그롤의 2013년 다큐멘터리 사운드 시티에 출연하는 것 외에도 2013년에 제한된 수의 투어 공연을 했다. 사운드 시티 플레이어스는 그롤, 재피, 스티비 닉스, 알랭 요한센, 폴 매카트니, 릭 스프링필드, 조시 호미, 트렌트 레즈너, 크리스 노보셀릭 등을 포함한 여러 아티스트들로 구성되어 있었다.
2012년에 재피는 오랜 공백기를 마치고 돌아온 월플라워스에 다시 합류했다. 그들은 2012년에 앨범 Glad All Over를 발매하고 그 해와 2013년에 이를 지원하는 투어를 했다. 그 후 재피는 다시 밴드를 떠났다.

## 음반 목록 (일부)
| 연도 | 그룹                                | 제목                                                                | 레이블                         | 악기                                       |
| ---- | ----------------------------------- | ------------------------------------------------------------------- | ------------------------------ | ------------------------------------------ |
| 1992 | 더 월플라워스                       | The Wallflowers                                                     | 버진                           | 피아노, 해먼드 오르간                      |
| 1993 | 달린 & 컴퍼니                       | Absence of Uniformity                                               | Sovereign                      | –                                          |
| 1994 | 엘 베즈                             | How Great Thou Art                                                  | 심퍼시 포 더 레코드 인더스트리 | 해먼드 오르간                              |
| 1994 | 엘 베즈                             | Fun in Español                                                      | 심퍼시 포 더 레코드 인더스트리 | 해먼드 오르간                              |
| 1994 | 빅토리아 윌리엄스                   | Loose                                                               | 애틀랜틱                       | 해먼드 오르간                              |
| 1995 | 에드윈 매케인                       | Honor Among Thieves                                                 | 라바/애틀랜틱                  | 해먼드 오르간                              |
| 1996 | 티나 & 더 B-사이드 무브먼트         | Salvation                                                           | 사이어/엘렉트라                | 피아노, 해먼드 오르간, 파피사              |
| 1996 | 엘 베즈                             | Never Been To Spain (Until Now)                                     | Munster                        | 키보드                                     |
| 1996 | 필 코디                             | The Sons of Intemperance Offering                                   | 인터스코프                     | 피아노, 아코디언, 해먼드 오르간, 멜로트론  |
| 1996 | 더 월플라워스                       | Bringing Down the Horse                                             | 인터스코프                     | 오르간, 피아노                             |
| 1996 | 초크 팜                             | Notwithstanding                                                     | 컬럼비아                       | 아코디언                                   |
| 1996 | 레아 안드레오네                     | Veiled                                                              | RCA                            | 오르간                                     |
| 1996 | 더 후커스                           | Calico                                                              | RCA                            | 피아노, 아코디언, 해먼드 오르간            |
| 1996 | 리키 리 존스                        | Music from 파티 오브 파이브                                         | 리프리즈                       | –                                          |
| 1997 | 더 월플라워스                       | KCRW Rare on Air, Vol. 3                                            | 매머드 레코드                  | 피아노                                     |
| 1997 | 더 허니로즈                         | 더 허니로즈                                                         | 카프리콘 레코드                | 피아노, 우를리처                           |
| 1997 | 에버클리어                          | So Much for the Afterglow                                           | 캐피틀                         | 보스 오르간                                |
| 1997 | 우마                                | Fare Well                                                           | 레퓨지 레코드                  | 피아노, 해먼드 오르간, 보스 오르간, 옵티간 |
| 1997 | 소울 어사일럼                       | 나는 네가 지난 여름에 한 일을 알고 있다                             | 소니 컬럼비아                  | –                                          |
| 1997 | 앤디 이프                           | Road Trip                                                           | CU                             | –                                          |
| 1998 | 리치 샘보라                         | Undiscovered Soul                                                   | 머큐리                         | 아코디언, 해먼드 오르간, 박수, 옵티간      |
| 1998 | 에이전츠 오브 굿 루츠               | One by One                                                          | RCA                            | 오르간                                     |
| 1998 | 에스테로                            | Breath from Another                                                 | 소니/Works                     | 옵티간                                     |
| 1998 | 더 월플라워스                       | 고질라: 디 앨범                                                     | 에픽/소니                      | –                                          |
| 1998 | 스콧 토마스 밴드                    | California                                                          | 엘렉트라                       | –                                          |
| 1998 | 그랜트 리 버팔로                    | Jubilee                                                             | 슬래시 레코드/워너             | –                                          |
| 1999 | Chlorine                            | Primer                                                              | 타임 밤 레코딩스/BMG           | 키보드                                     |
|      | 맷 브라운                           | Morning After Medicine Show                                         | EMI 엉클 그린, 2011년 발매     | 키보드                                     |
| 2000 | 더 월플라워스                       | (Breach)                                                            | 인터스코프                     | 키보드, 비브라폰, 백 보컬                  |
| 2002 | 더 월플라워스                       | Red Letter Days                                                     | 인터스코프                     | 키보드                                     |
| 2005 | 푸 파이터스                         | In Your Honor                                                       | RCA 레코드/로즈웰              | 키보드                                     |
| 2005 | 더 월플라워스                       | Rebel, Sweetheart                                                   | 인터스코프                     | 키보드                                     |
| 2006 | 윌리 나일                           | Streets of New York                                                 | 00:02:59/Reincarnate           | 해먼드 오르간                              |
| 2006 | 푸 파이터스                         | Skin and Bones                                                      | RCA 레코드                     | 피아노, 오르간, 아코디언, 키보드           |
| 2006 | 피트 욘                             | Westerns EP                                                         | 레드 잉크 레코드/컬럼비아      | B-3 오르간, 프로덕션                       |
| 2007 | 마이크 브라운 & 더 파트 페이스 밴드 | American Hotel                                                      | 오아시스 엔터테인먼트          | 해먼드 오르간, 키보드                      |
| 2007 | 코히드 앤 캠브리아                  | Good Apollo, I'm Burning Star IV, Volume Two: No World for Tomorrow | 컬럼비아 레코드                | 신시사이저, 피아노                         |
| 2007 | 푸 파이터스                         | Echoes, Silence, Patience, and Grace                                | RCA 레코드                     | 아코디언, 키보드                           |
| 2008 | 더 폴른 스타즈                      | Where the road bends                                                | 키스 마이 스쿼럴 레코드        | 해먼드 오르간, 키보드, 아코디언, 프로듀서  |
| 2010 | 더 폴른 스타즈                      | Heart Like Mine                                                     | 키스 마이 스쿼럴 레코드        | 해먼드 오르간, 키보드, 아코디언            |
| 2011 | 푸 파이터스                         | Wasting Light                                                       | RCA 레코드                     | 키보드, 오르간, 멜로트론                   |
| 2012 | 더 월플라워스                       | Glad All Over                                                       | 컬럼비아/인터스코프            | 키보드                                     |
| 2013 | 조셉 아서                           | The Ballad of Boogie Christ                                         | 론리 애스트로넛 레코드         | 오르간                                     |
| 2013 | 척 라간                             | Till Midnight                                                       | 사이드원더미 레코드            | 키보드, 글로켄슈필, 아코디언               |
| 2014 | 구나쉬                              | Same Old Nightmare                                                  | 고 다운 레코드                 | 해먼드 오르간                              |
| 2014 | 푸 파이터스                         | Sonic Highways                                                      | RCA 레코드                     | 키보드                                     |
| 2015 | 푸 파이터스                         | Saint Cecilia                                                       | RCA 레코드                     | 키보드                                     |
| 2016 | 구나쉬                              | SuperHeroes In Town (EP)                                            | 고 다운 레코드                 | 해먼드 오르간, 키보드                      |
| 2017 | 구나쉬                              | Great Expectations                                                  | 고 다운 레코드                 | 해먼드 오르간, 키보드, 예술 프로듀서       |
| 2017 | 푸 파이터스                         | Concrete and Gold                                                   | RCA 레코드                     | 키보드                                     |
| 2021 | 푸 파이터스                         | Medicine at Midnight                                                | RCA 레코드                     | 키보드                                     |
| 2021 | 퓨리 인 더 슬로터하우스             | Now (Song "Letter To Myself")                                       | 스타워치 엔터테인먼트          | 키보드                                     |
| 2022 | 드림 위도우                         | Dream Widow                                                         | RCA 레코드                     | 키보드                                     |
| 2023 | 푸 파이터스                         | But Here We Are                                                     | RCA 레코드                     | 키보드                                     |